# Мобільний інтернет-пристрій
Мобільний інтернет-пристрій (англ. Mobile Internet Device, MID) - компактні персональні комп'ютери з розміром діагоналі екрана 4-7 дюймів (10,2-17,8 см), призначені в першу чергу для перегляду вебсторінок і роботи з вебсервісами. МІП як окремий клас були виділені компанією Intel[джерело?] з категорії UMPC, що включає раніше всі пристрої з діагоналлю екрана 4-10 дюймів (10,2 - 25,4 см). Спеціально для даної категорії пристроїв компанією Intel були розроблені спеціальні енергоефективні x86-сумісні процесори Intel Atom (на 45-нм ядрі Silverthorne, серія Z5XX) з тепловиділенням менше 2,5 Вт. 
Компанія Intel відносить до МІП пристрої, які виконані в будь-якому форм-факторі. Відносна розмитість позиціювання дозволяє віднести до мобільних інтернет пристроїв наявні моделі Handheld PC, деякі кишенькові комп'ютери та смартфони (наприклад, HTC Advantage) і ряд інших пристроїв на базі процесорів ARM (наприклад, Nokia N810).[джерело?]

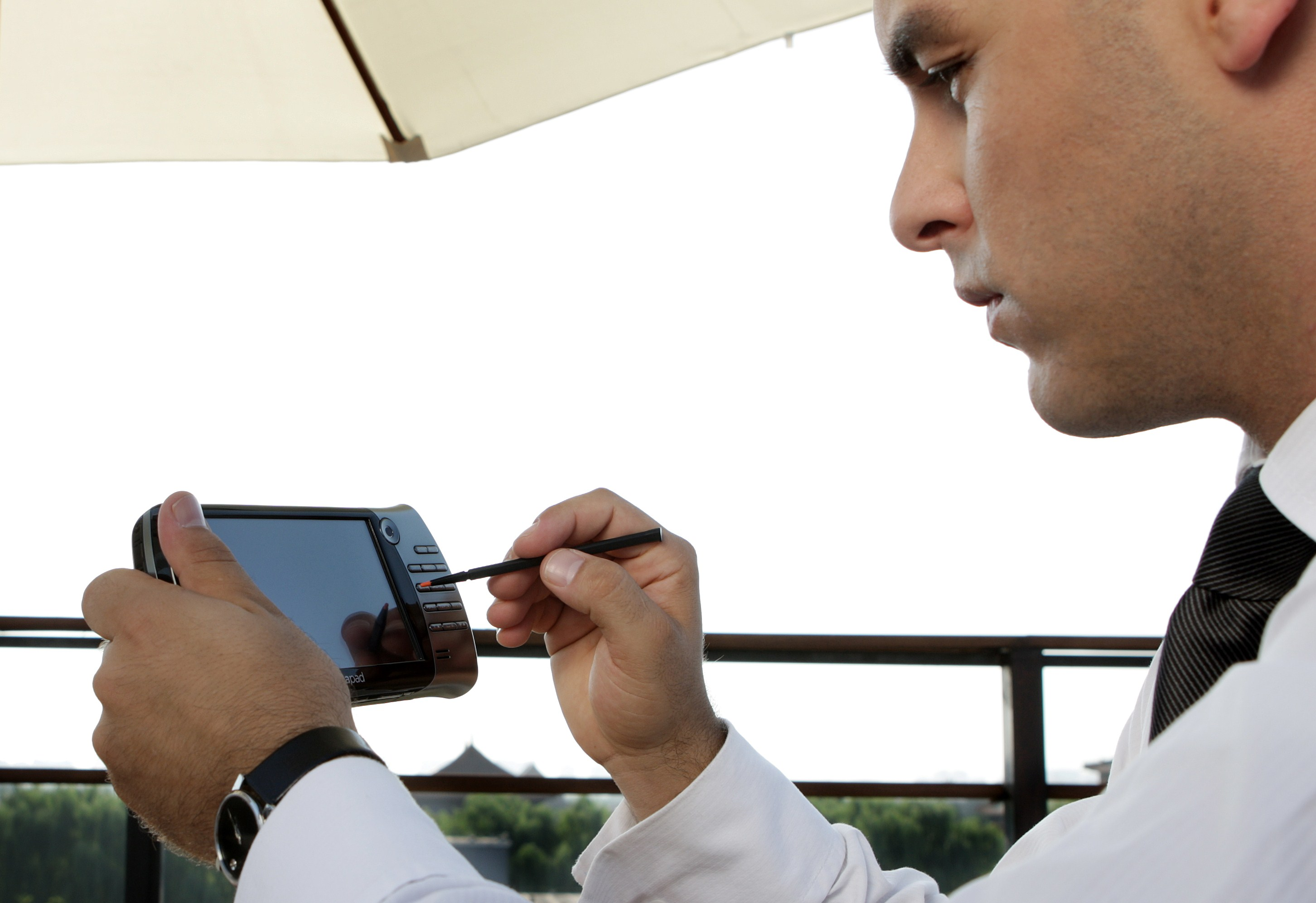
Lenovo Ideapad U8 MID.

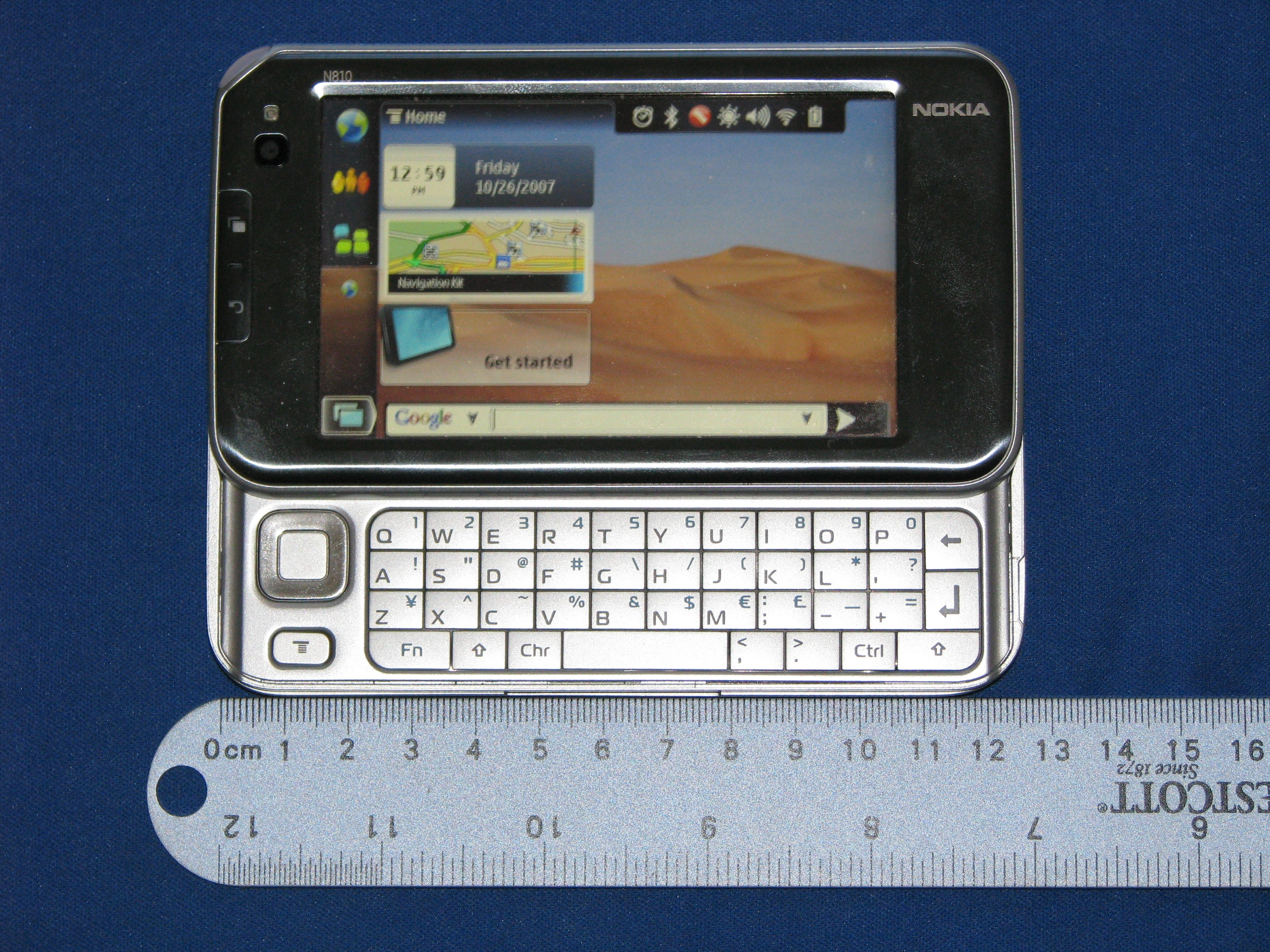
Nokia N810 як зразок MID.

## Апаратна складова

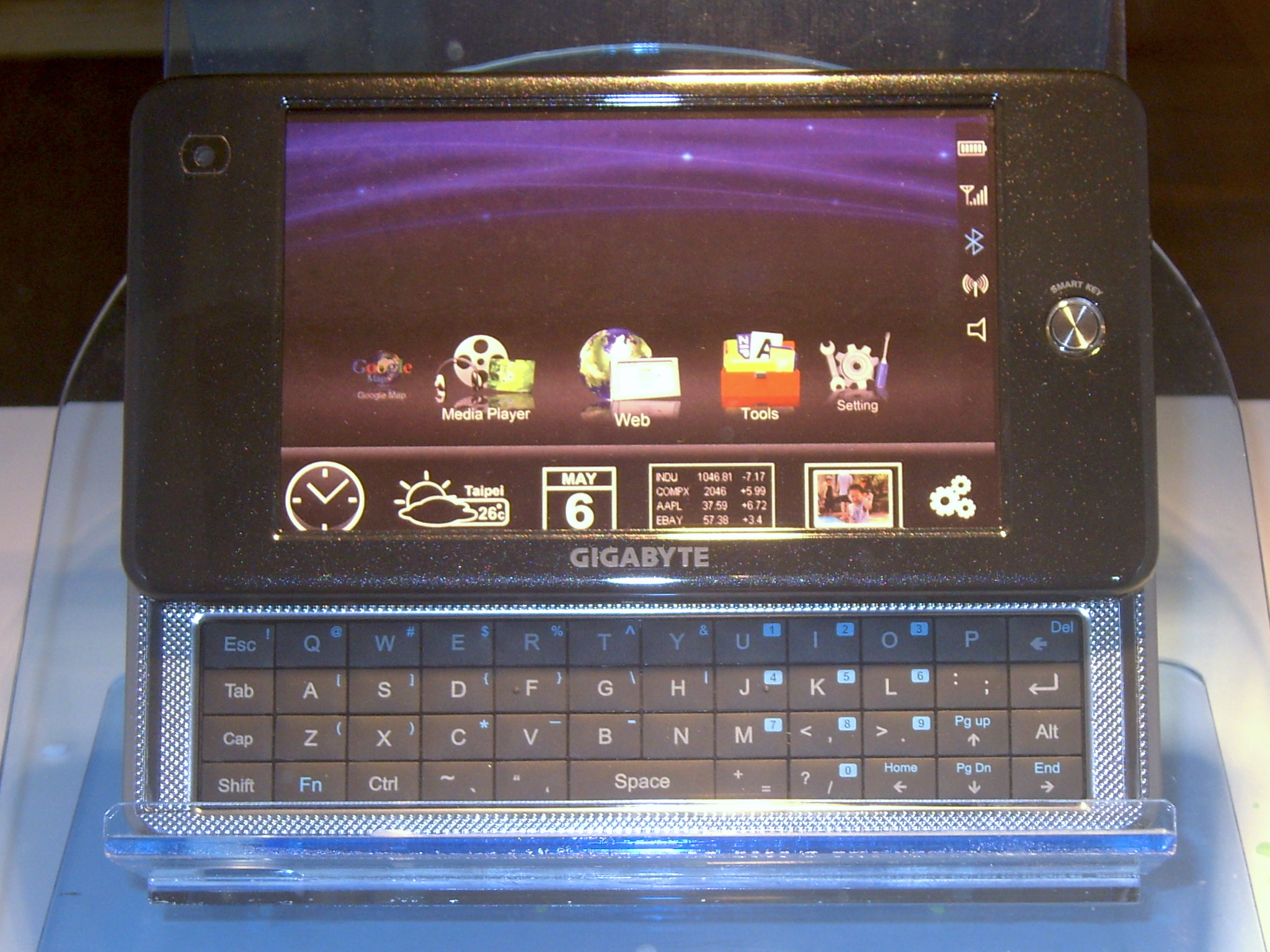
MID із процесором Atom: Gigabyte M528

Усі центральні процесори Intel для MID-пристроїв є процесорами Intel Atom, за винятком найпершої платформи McCaslin (2007 рік), у основі якої покладено модифікований Pentium M (маркований як Intel A100 або A110).
Графічними процесорами є Intel GMA (у ранніх розробках), Intel Graphics Technology (IGT), або PowerVR SGX, залежно від платформи.
- платформа McCaslin (2007)
- платформа Menlow (2008)
- платформа Moorestown (2010)
- платформа Medfield (2012)

## Операційна система
МІП працюють на різноманітних версіях ОС Linux з підтримкою введення стилусом чи пальцями.
Спочатку компанія Intel фінансувала розробку ОС Moblin на основі Linux. В лютому 2010 на Mobile World Congress в Барселоні компанії Intel та Nokia оголосили створення спільного проекту розробки ОС MeeGo, який об'єднує їхні проекті мобільних операційних систем (Moblin зі сторони Intel та Maemo зі сторони Nokia).
У січні 2021 року оголошено про припинення підтримки платформ Moorestown і Medfield ядром Linux.

## Дивись також
- Планшетний комп'ютер
- Android
- Moblin
- Ultra-Mobile PC